# 海湾轻轨1号线

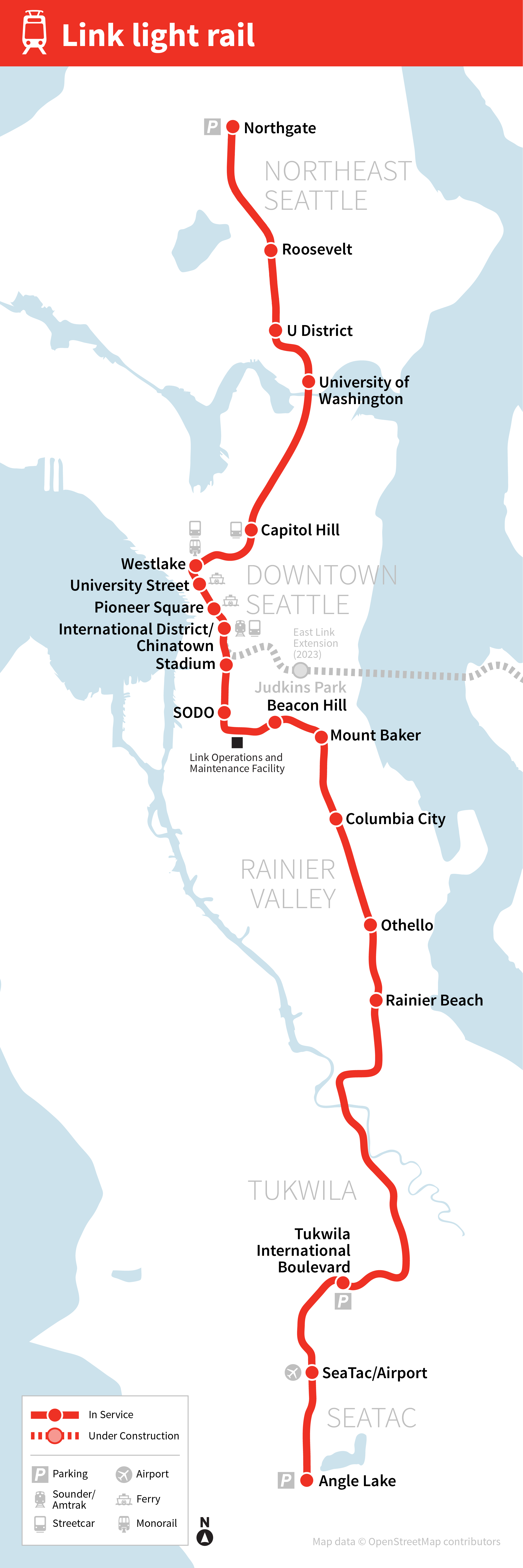
海湾轻轨1号线地图

海湾轻轨1号线（英語：1 Line），前称“中央线”（英語：Central Link）和“红线”（英語：Red Link），位于美国华盛顿州西雅图都会区，是海湾轻轨系统的一条轻轨线路，由海湾公共交通局运营。全线在西雅图、西塔科和塔克维拉设车站19座。线路全长为24.65英里（40），呈南北走向，向北贯通西雅图市区至Northgate，向南依次经过塔克维拉和西塔科。中央线在2018年共载客两千四百万，工作日平均每天载客七万两千人。中央线在工作日和周六每天运行20小时，高峰时间每八分钟一班。周日和节假日运营时间缩短至18小时。
1号线的列车通常为三编组。每节车厢有74个座位，轮椅位和自行车悬挂架，可容纳194名乘客。票價依距離而定，乘客可以在乘車前在月台購買车票、使用虎鯨卡（ORCA Card）或手机应用。中央线采用信用乘车方式，不设检票口，并聘用车费检查员和交通警察进行随机车费检查。所有车站设有自动售票机，公共艺术，自行车停车处和换乘公交站。有些车站还设有停车换乘设施。
选民在1996年通过了海湾轻轨1号线投票议案，但是政府在投票议案通过后发觉建设费用远超预期。在重新计算了预算和精简了线路后，中央线建设项目与2003年正式开工。西雅图地区经历了几十年来的多次废弃交通规划草案后，在2009年7月18日迎来海湾轻轨1号线西湖站至塔克维拉国际大道站区间的通车运营。2009年12月延伸线路南端至西塔科／机场站，在2016年3月延伸线路北端至华盛顿大学站，并在同年9月延伸南端至角湖站。中央线计划与2021年将线路北端延伸至北门站，并在2024年延伸南端至位于林伍德的费德勒尔韦公交枢纽。链接西雅图东面的2号线将于2023年通车运营。2号线在通车后将于唐人街站汇合，形成多线路轻轨网络。根据海湾公共交通第三规划草案，中央线在未来会拆分成两条线—连接史諾霍米須郡和西西雅图的3号线，和连接巴拉德和塔科马的1号线。

## 历史

### 背景与早期规划

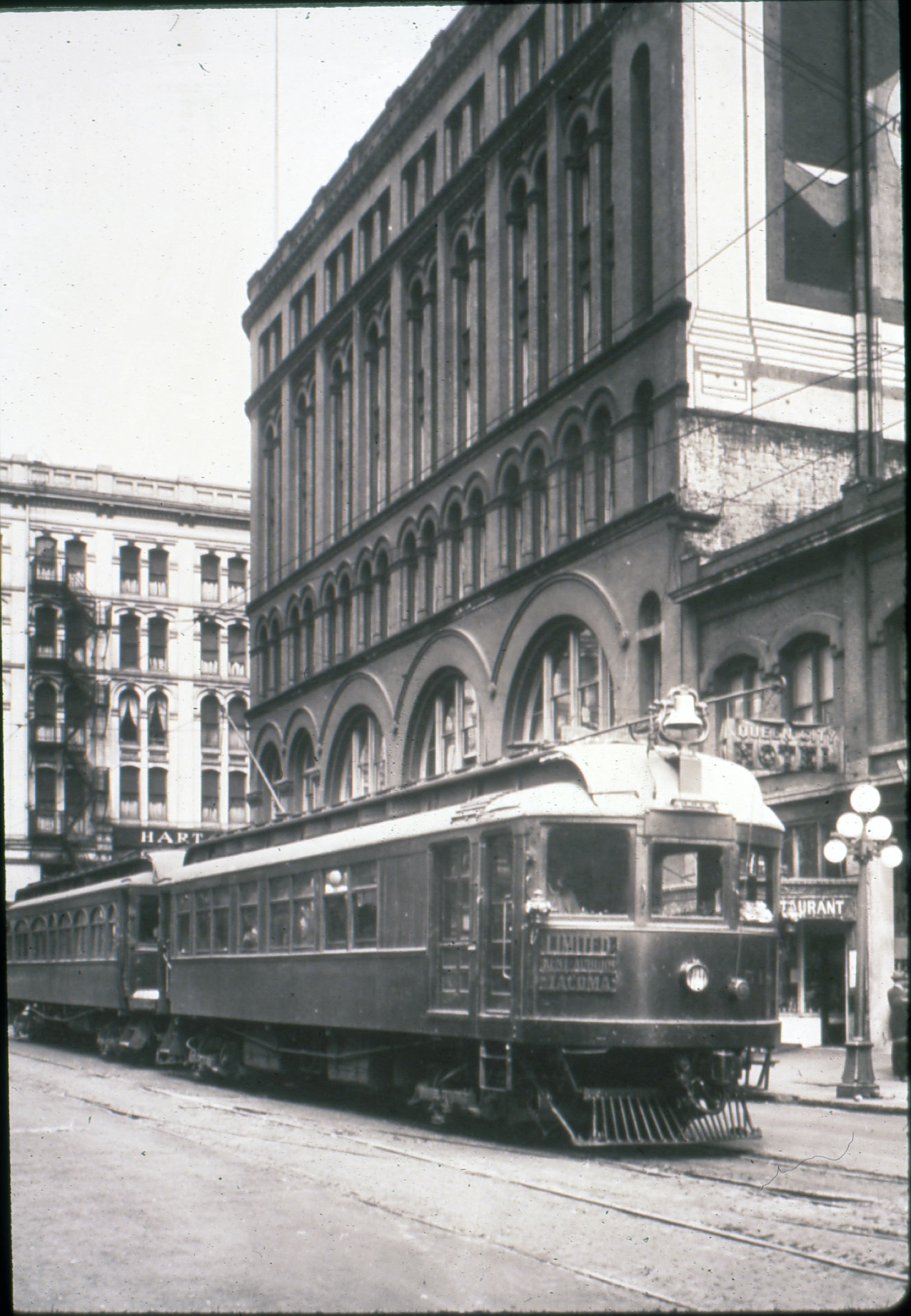
在1920年左右拍摄的一辆前往塔科马的电气城市铁路列车

随着在1884年引进的市内第一条马力有轨铁路，西雅图的公共交通系统开始服务大众。该系统在十九世纪末时已被电动有轨电车和缆车网络所取代，从而促进了现代西雅图城市有轨电车的发展。在20世纪初，连接塔克维拉、西塔科和雷尼尔的城际铁路开通运营，以满足西雅图地区对于有轨电车的需求。由于20世纪20年代末美国99号公路的完工，这条城际铁轨无法与同时期日益普及的汽车旅行相抗衡，被迫停止运营。到1941年，有轨电车被市政府收购，并被替换成无轨公交网络。
在此之后的二十世纪初，由于其价格和其他问题，市政府官员和选民否决了多个用来替换有轨电车和无轨巴士系统的地铁系统提案。1911年，选民否决了由城市规划师维吉尔·博格提出的城市综合规划。该计划的核心是一个41英里（66）长的地铁隧道和高架铁路系统。州长艾伯特·罗塞利尼和选民，也分别在20世纪60年代和21世纪初，否决了最初为1962年世界博览会建造的西雅图中心单轨铁路的延伸计划。20世纪60年代后期，前进推力委员会提出了一个47英里（76）的快速运输系统。该系统将西雅图市中心连接到巴拉德，大学区，湖城，国会山，贝尔维尤和伦顿。 如果选民同意将3.85亿美元（相当于在2020的$45.6億美金）的地方财产税用于建成该铁路系统，联邦政府将会资助铁路系统其余三分之二的资本成本，约为7.7亿美元。但是该倡议并未在1968年2月的投票获得多数支持。委员会在1970年5月进行了第二次尝试。新的草案提议当地政府投入4.4亿美元（相当于在2020的$44.6億美金），剩余的8.7亿美金（相当于在2020的$22.3億美金）由联邦政府拨款。但是由于当时波音公司正在进行裁员，该草案未能在当地经济萧条的影响下通过。因此，联邦政府将建设款转拨给了亚特兰大都市区快速运输局当作其交通系统的建设启动资金。

### 轻轨规划
在前进动力计划未能通过之后，金县政府在1972年设立了金县公交，负责监督全县的公交网络，并规划未来的铁路系统。在20世纪80年代初，金县公交和普吉特湾政府委员会（PSCOG）在探索了为该地区服务的轻轨和快速公交系统概念后，最终选择建造一条市区公交隧道，并且在规划中预留了未来可以转换为轻轨用隧道。PSCOG于1986年正式批准了轻轨计划，建议在2020年前建立轻轨系统，其中应包括区间为西雅图和西雅圖-塔科馬國際機場的轻轨线，以及为雷尼尔山谷（Rainier Valley）服务的替代路线。在1988年，金县通过了关于轻轨系统的建议议案，使得金县公交加快轻轨计划的开通运营时间提前至2020年。华盛顿州议会支持建立由金县，皮尔斯县和斯诺霍米县的政治家所组成的区域交通委员会，以便实施区域交通计划。一些西雅图市议会议员支持轻轨计划，但条件是该铁路计划要经过雷尼尔山谷，其当时为经济处于劣势且少数民族占多数的社区。
普吉特海湾中部地区运输署，后改名为海湾公共交通局，与1993年成立并随后编写并提出一项地区性的交通计划，以供选民批准。该机构提出了一个67亿美元的公共交通投票议案，其中包括一个70英里（110）的轻轨系统。该系统包含一个轻轨线，以地面线经过瑞尼尔山谷，并在西雅图市中心，国会山和大学区区间切换至地下隧道。该投票议案与1995年3月14日被选民否决，大学区至西雅图塔科马机场的轻轨线也因此缩短至25英里（40）。选民于1996年11月5日批准了这39亿美元的一揽子计划，并因此提高了轻轨未来服务区域的的营业税和机动车消费税。在项目环境影响研究初期，海湾公共交通局在一系列公开听证会和研究中考虑了几种路线选择方案，并将轻轨线取名为“中央线”（英語：Central Link）。海湾公共交通局与1999年正式确定了轻轨线的走向。线路计划以地面线经塔克维拉，瑞尼尔山谷和SODO，并以隧道通过灯塔山，第一山，国会山和波蒂奇湾。

### 预算问题与延误
中央线计划原先预期与2006年通车运营，预计耗资19亿美元（约等于2020年的29.5億美金），但审计师在2000年11月发现该估价不切实际，因此海湾公共交通局替换了之前的项目总监。新聘用的高管们修改了计划，将开通运营日期推迟至2009年，并修改预计耗资至38亿美元（相当于2020年的55.3億美金）。

## 路線
中央線共設19個車站，由Northgate經西雅圖市中心公交隧道至唐人街、SODO工業區至雷尼尔滩、再由高架橋樑連接到西塔科國際機場終點站。乘客可在唐人街站前往國王街車站轉乘海灣通勤鐵路和美铁的火车、或在西湖中心站轉乘市中心高架單軌列車。
該線已從西湖中心站連接到大學線（2016年3月開通） ，唐人街站後與2号线（預料於2023年開通）匯合，以及在機場站連接到南線（預料於2020年開通）。

## 票價
票價依距離而定，基础車費2.25美元，全程最高3.5美元。
6至18歲的青年及65歲或以上的長者均可享有特惠車費：
- 青少年可使用ORCA Youth card支付优惠车费
- 長者基本車費為1美元，无论搭乘距离远近。

乘客可以在乘車前在月台購買單程票、來回票，或使用ORCA, PugetPass, FlexPass及U-Pass。若使用ORCA卡，则在进入站台前和下车后都需要刷卡以正确计算车资。

## 各時段班距
| 日期             | 時段         | 班次        |
| ---------------- | ------------ | ----------- |
| 星期一至星期五   | 05:00－01:00 | 每8-15分鐘  |
| 星期六           | 05:00－01:00 | 每10-15分鐘 |
| 星期日及公眾假期 | 06:00－00:00 | 每10-15分鐘 |

## 各站間行駛時間
目前輕鐵中央線全程行駛時間（西湖中心站－西塔科國際機場站，25.1公里）約為36分鐘，以下為各站之間的行車時間。（單位以分鐘計）
| 西湖中心 | 西湖中心 | 西湖中心   | 西湖中心       | 西湖中心       | 西湖中心       | 西湖中心       | 西湖中心       | 西湖中心       | 西湖中心       | 西湖中心       | 西湖中心         | 西湖中心         |
| -------- | -------- | ---------- | -------------- | -------------- | -------------- | -------------- | -------------- | -------------- | -------------- | -------------- | ---------------- | ---------------- |
| 2        | 大學街   | 大學街     | 大學街         | 大學街         | 大學街         | 大學街         | 大學街         | 大學街         | 大學街         | 大學街         | 大學街           | 大學街           |
| 4        | 2        | 拓荒者廣場 | 拓荒者廣場     | 拓荒者廣場     | 拓荒者廣場     | 拓荒者廣場     | 拓荒者廣場     | 拓荒者廣場     | 拓荒者廣場     | 拓荒者廣場     | 拓荒者廣場       | 拓荒者廣場       |
| 6        | 4        | 2          | 國際區／唐人街 | 國際區／唐人街 | 國際區／唐人街 | 國際區／唐人街 | 國際區／唐人街 | 國際區／唐人街 | 國際區／唐人街 | 國際區／唐人街 | 國際區／唐人街   | 國際區／唐人街   |
| 8        | 6        | 4          | 2              | 運動場         | 運動場         | 運動場         | 運動場         | 運動場         | 運動場         | 運動場         | 運動場           | 運動場           |
| 10       | 7        | 6          | 4              | 2              | SODO工業區     | SODO工業區     | SODO工業區     | SODO工業區     | SODO工業區     | SODO工業區     | SODO工業區       | SODO工業區       |
| 13       | 11       | 9          | 7              | 5              | 2              | 燈塔山         | 燈塔山         | 燈塔山         | 燈塔山         | 燈塔山         | 燈塔山           | 燈塔山           |
| 14       | 12       | 10         | 8              | 6              | 5              | 3              | 貝克山         | 貝克山         | 貝克山         | 貝克山         | 貝克山           | 貝克山           |
| 17       | 15       | 13         | 11             | 9              | 8              | 5              | 3              | 哥倫比亞城     | 哥倫比亞城     | 哥倫比亞城     | 哥倫比亞城       | 哥倫比亞城       |
| 22       | 19       | 18         | 16             | 14             | 12             | 9              | 8              | 5              | 奧塞羅城       | 奧塞羅城       | 奧塞羅城         | 奧塞羅城         |
| 25       | 23       | 21         | 19             | 17             | 16             | 13             | 11             | 8              | 4              | 雷尼尔滩       | 雷尼尔滩         | 雷尼尔滩         |
| 34       | 32       | 30         | 28             | 26             | 24             | 21             | 20             | 17             | 12             | 9              | 塔克维拉国际大道 | 塔克维拉国际大道 |
| 36       | 34       | 32         | 30             | 28             | 27             | 24             | 22             | 19             | 15             | 11             | 2                | 西塔科国际机场   |

## 使用車輛

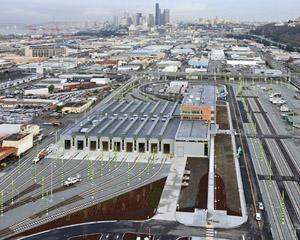
中央線車廠

近畿車輛被挑選為中央線輕鐵車輛和支援器材的供應商，並於2006年11月至2008年9月間付運35部輕鐵車輛。每部輕鐵車輛有95英尺（29.0米）長， 8.7英尺（2.7米）濶，並可運載200名乘客。車輛於系統營運初期以1列2卡車運行，日後每組列車可增至4卡車。在大學線通車前受位於中央線北端終點站的回車道所限最多只可以1列3卡車運行。現時每組列車以1列3至4卡車運行。輕鐵車輛時速最高可達65 mi（105 km）。
當局預計2030年系統車輛總數將達180部。

## 關連項目
- 西雅圖市中心公交隧道
- 海灣運輸署
- 輕軌運輸

## 外部連結
- 海灣運輸署官方網頁 （页面存档备份，存于）
- 美國西雅圖資訊中心 （页面存档备份，存于）